# Agne Boklund
Agne Sigurd Andersson Boklund (Malmö, 29 de setembro de 1904 – Estocolmo, 6 de agosto de 1949) foi um futebolista sueco que atuava como goleiro.
É o primeiro sueco a ter atuado no futebol brasileiro.

## Carreira
Agne começou sua carreira de jogador na Associação de Futebol e Esportes de Malmö (MBI). Foi recrutado para o IFK Malmö em 1923.
O goleiro sueco foi parar em Santos como empregado de uma firma de transporte marítimo e também começou a trabalhar no consulado da Suécia na cidade paulista.
Foi convidado para um teste no Santos FC em 1924 e passou. Agne jogou no Santos no período de 1923 a 1927, exatas 58 partidas. Após três temporadas no Brasil, em 1927, voltou à Suécia para o IFK.
No IFK Malmö e jogou lá por sete temporadas, até 1933 inclusive. Sua última partida foi em 28 de maio de 1933, em partida contra o Höganäs BK. Ao todo, atuou em 232 partidas pelo clube sueco.